# Si muero antes de despertar
Si muero antes de despertar és una pel·lícula argentina de suspens en blanc i negre dirigida per Carlos Hugo Christensen i guionada per Alejandro Casona. Està basada en el conte de Cornell Woolrich (William Irish). La pel·lícula va ser estrenada el 29 d'abril de 1952 i consta de la participació d'actors destacats com Néstor Zavarce, Blanca del Prado, Floren Delbene i Homero Cárpena.
El film està realitzat en l'argentina de 1952, una època marcada pel cinema policíac argentí o el film noir, on es tracten temes tabús i prohibits en un context de peronisme.
En una enquesta de les 100 millors pel·lícules del cinema argentí duta a terme pel Museo del Cine Pablo Ducrós Hicken l'any 2000, la pel·lícula va aconseguir el lloc 40. En una nova versió de l'enquesta organitzada en 2022 per les revistes especialitzades La vida útil, Taipei i La tierra quema, presentada al Festival Internacional de Cinema de Mar del Plata, la pel·lícula va aconseguir el lloc 31.

## Sinopsi[4]
El film Si muero antes de despertar té com a protagonista a Lucho Santana (Néstor Zavarce), un nen inquiet i fill d'un inspector de policia (Floren Delbene). Admirador del seu pare, somia amb ser policia, la qual cosa preocupa la seva mare (Blanca del Prado). Encara que Lucho prefereix les entremaliadures sobre els estudis, es veu embolicat en un cas greu quan la seva companya Alicia Miranda (Marta Quintela) li confia que un home estrany l'espera diàriament després de l'escola i li regala llaminadures. El protagonista li jura que mai confessarà el secret que li ha confiat, fent un pacte indestructible. Poc després, la nena desapareix i Lucho guarda el secret per lleialtat, sofrint en silenci la veritat que ell coneix. Més tard, es descobreix que l'Alicia ha sigut assassinada, un fet que provoca el turment del protagonista.

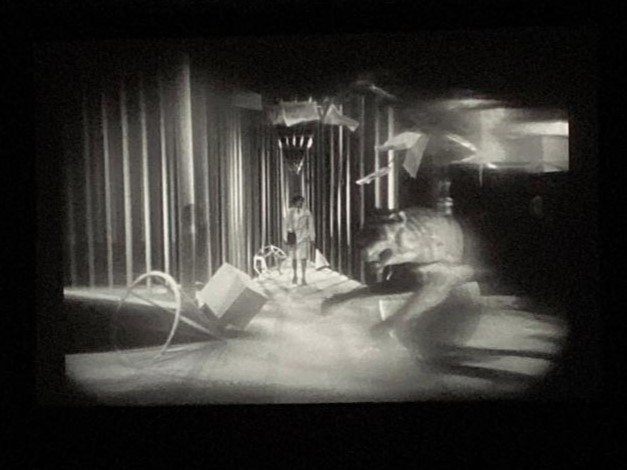
Fotograma de la pel·lícula "Si muero antes de despertar"

Passat un temps, una nova companya, Julia Losada (María Troncoso), esmenta que un home li regala els guixos de colors que ella utilitza, la qual cosa alerta a Lucho en recordar el cas d'Alicia. Intenta prevenir-la però els seus esforços són malinterpretats i sancionats per l'escola. Fins i tot el seu propi pare el castiga sense escoltar les seves raons. Al cap i a la fi, tot passa com Lucho recelava: la Julia finalment desapareix, raptada pel mateix home, i ell escapa del seu tancament per ajudar-la.
Usant la seva intuïció, segueix pistes fins a trobar-la en un camp abandonat amb una caseta. Durant el camí, deixa botons del seu sac com a senyals perquè el seu pare el trobi. Quan el criminal els enfronta, la policia arriba a temps per a salvar-los i capturar-ho. L'incident restaura l'ordre: el pare de Lucho és ascendit i reconeix el valor del seu fill.

## Repartiment[1][5]
| Actor             | Personatge                   |
| ----------------- | ---------------------------- |
| Néstor Zavarce    | Lucio Santana (protagonista) |
| Blanca del Prado  | Senyora Santana (mare)       |
| Floren Delbene    | Senyor Santana (pare)        |
| Homero Cárpena    | Corruptor                    |
| Marta Quintela    | Alicia Miranda               |
| Maria A. Troncoso | Julia Losada                 |
| Virginia Romay    | Professora                   |
| Marisa Núñez      | Professora                   |

## Inici de la producció
Christensen va portar uns relats de William Irish als Estudios San Miguel i allí van acceptar filmar-los amb la condició que el propi realitzador s'ocupés de tramitar els drets, per la qual cosa va volar a Nova York i els va aconseguir per pocs diners. L'adaptació es va encarregar a Alejandro Casona, un dramaturg espanyol exiliat a Buenos Aires des de la fi de la Guerra Civil, amb la intenció de filmar un llargmetratge en tres episodis. Tanmateix, després es va veure que un d'ells va quedar massa llarg, per la qual cosa es va rodar una pel·lícula separada titulada Si muero antes de despertar que es va estrenar una mica abans, en tant els altres dos integrarien No abras nunca esa puerta.

## Anàlisis
La pel·lícula gira entorn temes universals com la infància, la pèrdua d'innocència i la lluita per la justícia. També posa en evidència la desconnexió entre generacions, una qüestió sobretot donada per la relació del Lucho amb els seus pares, així com la ineficiència de les institucions educatives familiars envers problemes grues com l'abús infantil.
Un tema que es tracta amb profunditat és la masculinitat de l'home, unes figures com la de l'inspector Santana que encarnen formes tradicionals vinculades a la llei, l'ordre i la disciplina. Contrastadament, la seva dona adopta un paper de suport i garanteix l'ordre domèstic amb afecte i paciència.
El film es troba sota el punt de vista del nen i es manté aquesta dimensió durant tota la història. Això aporta un filtre d'innocència que limita allò que l'espectador pot veure o comprendre directament sobre els crims. Funciona com un recurs que opera entre la tensió dels elements sinistres i detalls visuals que porta a l'espectador al món de l'adolescent, amb la seva manera d'observar l'entorn.
Segons Fernando Pagnoni, la connexió entre el conte infantil i un film de terror és el que connecta aquest film i es revela com una realitat complexa. Mentre que els contes infantils tradicionals amaguen elements foscos que desafiïn la innocència del protagonista, en aquest fil la tradició es reflecteix a través de la perspectiva de Lucho, en línia amb com els nens dels contes interpreten les amenaces desconegudes. La seva imaginació transforma el mal en una figura concreta (com en el seu somni on veu el criminal com si fos una bèstia), recollint aquest imaginari típic dels contes. Amb això, elements propis del gènere de terror també són presents, cosa que fa que adopti una narrativa més ambigua i inquietant, pròpia del terror psicològic, comparable a Hitchcock i el seu film Spellbound. Així mateix, també es pot contraposar la il·luminació, el joc de llums i ombres o els elements expressionistes amb El gabinet del Dr.Caligari.

## Crítiques
En la seva crònica el cronista King va escriure: "reeixit suspens … hi ha en el film una excel·lent realització (recolzada per la qualitat de la fotografia) un reeixit clima d'expectació i ansietat." en tant per a Manrupe i Portela el film és "de les millors obres de suspens en la història del cinema argentí, malgrat un protagonista fora del tipus i edat, l'atmosfera ombrívola del relat sembla donar via lliure a Christensen per a mostrar el seu catàleg de negritudes. Les escenes de violència amb els nois són de vigor i ferocitat inigualats. Els moments familiars, sincers en la seva neciesa. La fotografia de Pablo Tabernero, excel·lent. També pot veure's com un estudi sobre les pors de la infantesa incloent una seqüència onírica.

En el seu estudi sobre el director, Carlos A. García va escriure:
| « | "En la primera part de la pel·lícula se'ns mostra el món quotidià del noi. Es percep la intenció de descriure aquest món com un petit paradís, però al mateix temps es destaca l'aspecte sinistre (en tots els sentits del terme) d'aquest. En primer lloc, l'àmbit de l'escola: els nois són contínuament enquadrats a través de barrots o portes reixades, en composicions que legítimament poden ser qualificades d'expressionistes. L'oració al pissarró, que els nois han de copiar en els seus quaderns; les mestres i mestres irreprotxables; el jurament infantil que compromet a l'heroi per la resta dels seus dies; les rondes; els guardapols blancs; les pesades columnes i els massissos arbres -que semblen estendre els seus braços protectors- són decididament opressius. Per fora de les reixes que delimita l'escola, espera la bèstia. A la casa, poblat d'ombres, l'embafadora dolçor de la mare i la severitat tova i ridícula del pare. I la barranca, les entrecreuades senderes de la qual recorren habitualment els personatges. Més enllà –sempre vista entre els barrots que marquen els límits del lloc- la zona baixa, desconeguda, d'on sorgeix la bèstia. Mai he vist al cinema argentí una cosa tan aclaparadora i repressiva com aquest simulacre de paradís infantil vist en veritat amb una presó o un infern. | » |

Per la seva part el crític de La Nación destaca que "sobresurten les actuacions del nen Néstor Zavarce, Floren Delbene, Homer Cárpena, i els exteriors rodats en el barri de San Isidro, pel director de fotografia Pablo Tabernero."
Fernando Martín Peña va escriure:
| « | «La infància traumatitzada és un tema recurrent en l'obra del director…però mai va aconseguir el grau de violència que desplega en aquest film, dominat per la presència d'un assassí de nenes. Encarnación del “bufó” en la seva versió més sinistra, el llunàtic que interpreta aquí Homer Cárpena no sols té un aspecte aterridor sinó que a més nega a Déu i manca dels trets humans que posseïen altres col·legues seus, com Peter Lorre en M, de Fritz Lang, o Nathán Pinzón a El vampiro negro de Viñoly Barreto. Una diferència essencial…és que Christensen no va voler fer exactament un policial sinó més aviat un equivalent contemporani dels contes infantils clàssics, que en les seves versions originals estaven plens d'elements terrorífics o almenys truculents. La decisió de mantenir la perspectiva infantil per a gairebé tot el relat permet a Christensen situar-se en la difícil frontera entre el quotidià i el sorprenent, evocant un to de fantasia a través dels recursos formals però sense que per això l'amenaça que plana sobre els protagonistes perdi el seu pes real.» | » |

## Pèrdua i recuperació de la còpia
El negatiu original d'aquest film, en avançat estat de descomposició, estava en la col·lecció Turner, donada al INCAA en 2012, per la qual cosa la major part del que manca del negatiu va ser completada per l'especialista Marina Coen partint d'una còpia positiva incompleta en tant un fragment del so es va recuperar d'una còpia en 16mm, conservada per la Filmoteca Buenos Aires. La Film Noir Foundation va finançar el tiraje d'un nou màster de preservació per a salvaguardar el film en el seu format original.